# Tuborg
Tuborg — данська пивоварна компанія, заснована в 1880 році. З 1970 року належить компанії Carlsberg. Туборг є провідним міжнародним брендом, представленим більш ніж в 100 країнах світу.

## Історія
Назва Tuborg походить від Thuesborg ("Замок Туе"), копенгагенського заїжджого двору 1690-х років, розташованого в районі пивоварні. Згодом ця назва перейшла до місцевих топонімів, таких як Lille Tuborg та Store Tuborg. Туборгвей у Копенгагені названий на честь місця розташування першої пивоварні Tuborg.

## Види Туборга
Торгова марка Tuborg представлена такими сортами пива:
- Tuborg Green (алкоголь не менше 4,6 %),
- Tuborg Gold (алкоголь не менше 5,0 %),
- Tuborg Lemon (алкоголь не менше 4,5 %) світле пиво з цитрусовим смаком лимона-лайма,
- Tuborg Black (алкоголь не менше 4,8 %) темне пиво з гуараною,
- Tuborg Christmas Brew (алкоголь не менше 5,6 %).